# Дональд (Орегон)
Дональд (англ. Donald) — місто (англ. city) в США, в окрузі Меріон штату Орегон. Населення — 1009 осіб (2020).

## Географія
Дональд розташований за координатами 45°13′20″ пн. ш. 122°50′19″ зх. д. / 45.22222° пн. ш. 122.83861° зх. д. (45.222194, -122.838596).  За даними Бюро перепису населення США в 2010 році місто мало площу 0,57 км², уся площа — суходіл.

## Демографія
Згідно з переписом 2010 року, у місті мешкало 979 осіб у 347 домогосподарствах у складі 281 родини. Густота населення становила 1711 особа/км².  Було 372 помешкання (650/км²).
Расовий склад населення:
| - 88,3 % — білих - 0,6 % — чорних або афроамериканців - 0,5 % — азіатів - 0,3 % — вихідців з тихоокеанських островів - 0,3 % — корінних американців - 6,1 % — осіб інших рас |

До двох чи більше рас належало 3,9 %. Частка іспаномовних становила 14,6 % від усіх жителів.
За віковим діапазоном населення розподілялося таким чином: 23,6 % — особи молодші 18 років, 66,7 % — особи у віці 18—64 років, 9,7 % — особи у віці 65 років та старші. Медіана віку мешканця становила 38,9 року. На 100 осіб жіночої статі у місті припадало 100,6 чоловіків;  на 100 жінок у віці від 18 років та старших — 101,1 чоловіків також старших 18 років.
Середній дохід на одне домашнє господарство  становив 70 347 доларів США (медіана — 63 162), а середній дохід на одну сім'ю — 75 476 доларів (медіана — 65 875). За межею бідності перебувало 8,1 % осіб, у тому числі 15,1 % дітей у віці до 18 років та 0,0 % осіб у віці 65 років та старших.
Цивільне працевлаштоване населення становило 594 особи. Основні галузі зайнятості: освіта, охорона здоров'я та соціальна допомога — 17,0 %, виробництво — 15,8 %, роздрібна торгівля — 12,3 %, транспорт — 9,8 %.